# Drusiliana
Drusiliana (hoje Canguete-el-Quedim, Tunísia) foi um assentamento romano da extinta província da África Proconsular (norte de África). Desde 1933, é uma sé titular da Igreja Católica.